# Justicia tricostata
Justicia tricostata är en akantusväxtart som beskrevs av Vollesen. Justicia tricostata ingår i släktet Justicia och familjen akantusväxter. Inga underarter finns listade i Catalogue of Life.